# Oberländerova vila
Oberländerova vila je dům zbudovaný v roce 1922 v Úpici pro rodinu tamějšího podnikatele Friedricha (též Bedřicha) Oberländera.

## Historie
Na nynějším místě stál starší dům, který byl v letech 1867–76 sídlem úpických továrníků. Později v něm sídlil telegrafní úřad. V roce 1922 byl objekt podle architektonického návrhu Heinricha Fanty zcela přestavěn a ve stejné podobě se dochoval do současnosti (2021).
Dům fungoval mj. jako učňovský domov mládeže. V současné době (2021) je objekt v majetku města a je v něm Sportovní a turistické centrum Jestřebích hor.

## Investor
Investorem domu byl Friedrich Oberländer (1859–1926). Rodiny Oberländerů a Morawetzů, kteří s nimi byli spřízněni, provozovaly v regionu přádelny a tkalcovny. Asi nejvýznamnějšími členy rodiny Oberländerů byli Friedrichův bratr Filip Oberländer (1875–1911), vášnivý cestovatel a lovec, a Friedrichův syn Max Oberländer, jehož milenka Adina Mandlová ve 30. letech 20. století v Oberländerově vile pobývala.

## Architektura
Jedná se o dvoupatrový objekt s polopatrem a s valbovou střechou o velmi nízkém sklonu. Uliční fasáda je devítiosá, s bohatě zdobeným portálem s pilastry. Polopatro je od patra odděleno pásovou římsou a fasáda je završena kordonovou římsou s dvojitým zubořezem. Nároží domu jsou bosována. Nápadným prvkem vily je balkon nesený sloupy a s kovaným zábradlím.
Ve vile se vzhledem k vysoce kvalitnímu řemeslnému provedení zachovaly téměř veškeré interiérové prvky (např. původní sanita a mramorové obklady v koupelně).
V zahradě vily existoval tenisový kurt, ten se ale nezachoval.